# 나카노 (나카노구)

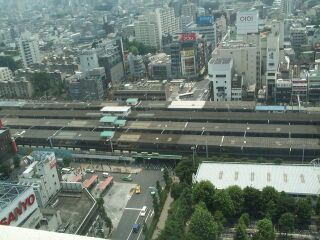

나카노(일본어: 中野)는 일본 도쿄도 나카노구에 있는 지명이다. 인구는 2010년 4월 1일 기준으로 23,876명이다.